# غرافاستار

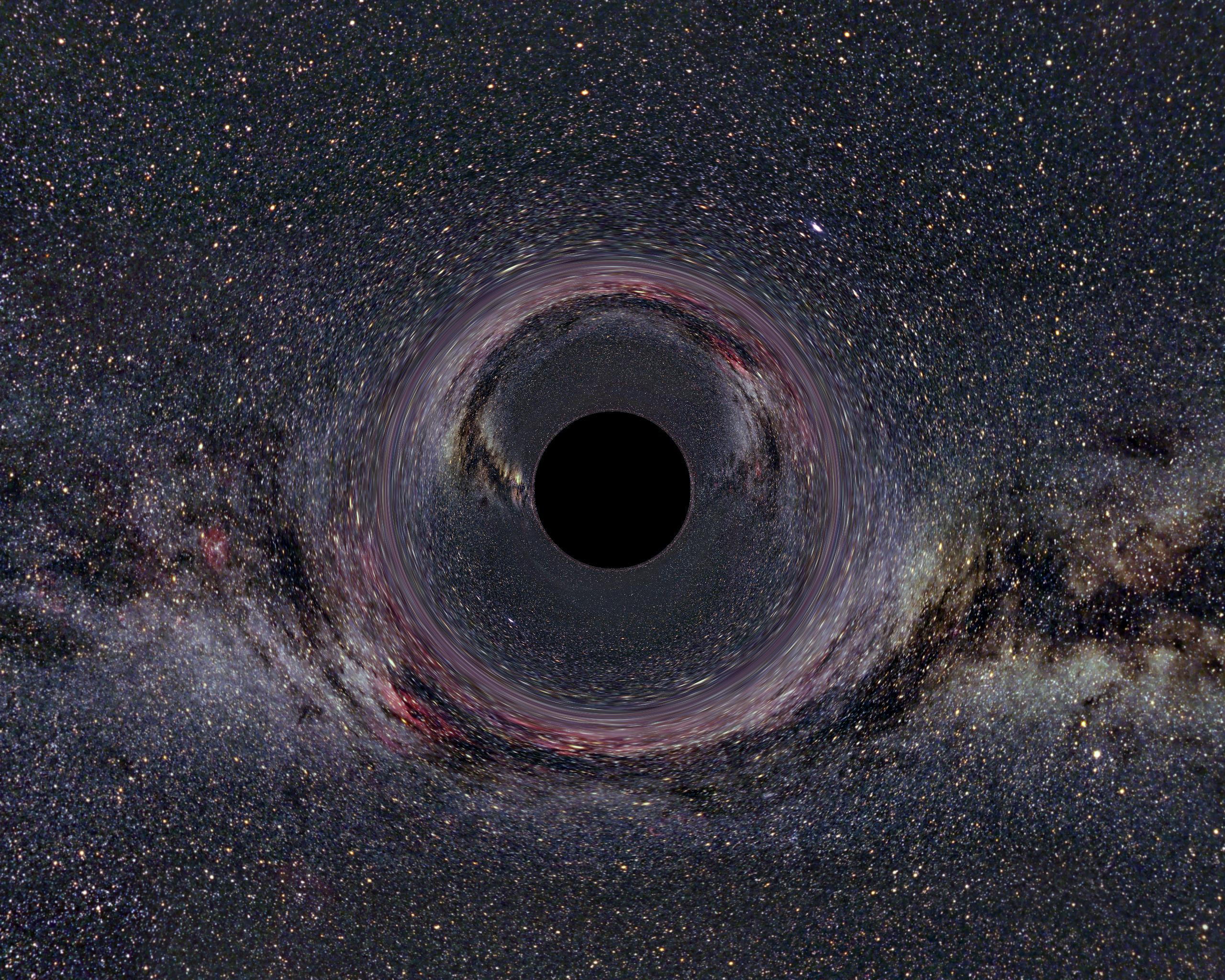

غرافاستار (بالإنجليزية: Gravastar)‏ هو جسم افترض في الفيزياء الفلكية كبديل لنظرية الثقب الأسود من قبل باول مازور واميل موتولا.طرحت هذه النظرية بسبب القيود المادية في تشكيل الثقوب السوداء. هذه القيود، مثل طول المنفصل والكميات الوقت (كرونون)، لم تكن معروفة في الفيزياء عندما وجدت نظرية الثقوب السوداء في الأصل، وبالتالي فإن مفهوم غرافاستار هو محاولة «لتحديث» النظرية من خلال دمج ميكانيكا الكم.
اُشتق مصطلح gravastar من تركيب كلمات Gravitational Vacuum Star وتعني نجم الفراغ الجاذبي .

## البنية
مفهوم gravastars مشتق من نظرية آينشتاين في النسبية العامة والفرضية العلمية «أصغر حجم» المقبولة تماما وفقا لنظرية الكم. ويعرف هذا الحجم بطول بلانك، ويشتق باستخدام سرعة الضوء، ثابت بلانك وثابت الجاذبية. وتقول نظرية الكم أن أي نطاق أصغر من طول بلانك هو غير قابلة للرصد في الفيزياء. يمكن فرض هذا الحد على الطول الموجي للشعاع من الضوء وذلك للحصول على الحد الاقصى للانزياح الأزرق للضوء الذي يمكن تحمله. هذا ما يدعم نظرية الغرافاستار لأن النسبية العامة تقول أن الجاذبية تزيح الضوء القادم إلى اللون الازرق، حتى حول كتلة كبيرة جدا من جسم gravastar هناك منطقة «التعذر» بالنسبة للكون الخارجي، يشبه هذا مرور الطول الموجي للضوء خلال طول بلانك. تسمى هذه المنطقة «فراغ الجاذبية»، لأنه فراغا من نسيج المكان والزمان.
مازور وموتولا افترضا أن خارج هذه المنطقة سيكون هناك شكل كثيف جدا من المادة، تكاثف بوز-أينشتاين يمكن إنشائه في المختبر عن طريق التبريد الفائق للذرات لتوسيع موجاتها، تمكين موجات الذرات ينتج منه إنشاء ذرة بخاصية كثيفة جدا. ويستخلص من ذلك أن اللب الخارجي من جسم gravastar يظهر بوز-أينشتاين. والإنزياح الاحمر الشديد في الزمكان مثل الفوتونات الخارجة من الجاذبية تدل على ان نواته باردا جدا، تقريبا الصفر المطلق.
غرافاستار شبيه بالثقب الأسود: يكون مرئيا فقط بالأشعة ذات الطاقة العالية التي تنبعث منه عند إستهلاكه للمادة، كما انه يصدر إشعاع هوكينغ. الفلكيون يرصدون اشعة إكس المنبعثة من إضمحلال المادة للكشف عن الثقوب السوداء. نفس الشيء يتبع للكشف عن جسم غرافاستار لأن له نفس الخصائص.
مازور وموتولا اشارا إلى أن الإنشاء العنيف لجسم gravastar قد يكون تفسير لأصل كوننا والعديد من الأكوان الأخرى، لأن كل المادة في النجم المنهار سوف تلج «من خلال» الثقب المركزي وتنفجر في بعد جديد وستتوسع إلى الأبد، وهذا يتماشى مع نظرية الانفجار الكبير. «البعد الجديد» المنبثق سيضغط على الطبقة الخارجية ل بوز-آينشتاين ويمنعها من الانهيار.
فرضية Gravastars أيضا يمكن أن توفر آلية لوصف كيفية تسارع الطاقة المظلمة وتوسع الكون. إحدى الفرضيات الممكنة هي استخدام إشعاع هوكينغ كوسيلة لتبادل الطاقة بين الكون «الأم» والكون الجديد «الطفل»، ولكن هذه الفرضية لها الكثير من التكهنات.
تقدم فرضية Gravastar تفسيرا عن انفجارات أشعة غاما المفاجئة والكثيفة في جميع أنحاء الفضاء.

## المقارنة مع الثقب الاسود
فرضية غرافاستار طرحت لحل التناقضات الناجمة عن النظريات التقليدية للثقب أسود من خلال اتخاذ قواعد فيزياء الكم.

### أفق الحدث
في غرافاستار، أفق الحدث ليس لة سطح واضح المعالم. فكل طول موجي للضوء لديه «أفق حدث» خاص به، طبقة سميكة من بوز-آينشتاين تكون خارج «أفق الحدث»، لمنعه من الانهيار الكامل من جهة الفراغ الداخلي.

### الاستقرار الديناميكي
في عام 2007 تم إحباط الفرضية من قبل ستيفن هوكينغ. مثل غيرها من الفرضيات البديلة للثقب الأسود فإنها في المجمل ليست مستقرة عندما الدوران. قد أظهر نظريا أن دوران جسم غرافاستار مستقر رياضيا. ومن الممكن أيضا أن بعض غرافاستار الغير مستقرة رياضيا قد تكون مستقرة جسديا على امتداد فترات زمنية كونية.